# Corneille à bec fin
Espèce
Synonymes
- Fregilus enca Horsfield, 1821 - protonyme[2]

Statut de conservation UICN

 LC  : Préoccupation mineure
La Corneille à bec fin (Corvus enca) est une espèce d'oiseaux de la famille des Corvidae.

## Description
C'est un oiseau assez mince de taille moyenne. Il a une taille de 40 à 47 cm et pour un poids de 220 à 285 g.

## Répartition et habitat
On la trouve aux Philippines, en Indonésie, en Malaisie et au Brunei. Elle vit dans des forêts de mangroves ou dans des forêts de plaine humides.

## Liste des sous-espèces
Selon Catalogue of Life (15 février 2020) :
- sous-espèce Corvus enca celebensis Stresemann, 1936
- sous-espèce Corvus enca compilator Richmond, 1903
- sous-espèce Corvus enca enca (Horsfield, 1821)
- sous-espèce Corvus enca mangoli Vaurie, 1958
- sous-espèce Corvus enca pusillus Tweeddale, 1878
- sous-espèce Corvus enca samarensis Steere, 1890
- sous-espèce Corvus enca sierramadrensis Rand & Rabor, 1961

## Publication originale
- (en + la) Thomas Horsfield, « XIV. Systematic Arrangement and Description of Birds from the Island of Java », Transactions of the Linnean Society of London, vol. 13, no 1,‎ juin 1821, p. 133–200 (ISSN 1945-9432, 1945-9335 et 1945-9432, DOI 10.1111/J.1095-8339.1821.TB00061.X, lire en ligne).